# Йота Хамелеона
Йота Хамелеона (лат. ι Chamaeleontis) — одиночная звезда в южном приполярном созвездии Хамелеона. Видна невооружённым глазом как тусклая точка бело-жёлтого цвета с видимой звёздной величиной около 5,3. На основе измерения годичного звёздного параллакса получена оценка расстояния до звезды, равная 188 световым годам, при этом звезда приближается к Солнцу с лучевой скоростью −4 км/с.
Спектры звезды, полученные в разные годы, позволили отнести звезду к классам F3IV/V и F5III, поэтому опубликованные данные относят звезду к классу F3/5 III/V, при этом можно подозревать, что спектр звезды переменный. Это звезда спектрального класса F, субгигант на поздней стадии эволюции. Возраст звезды оценивается в 1,2 миллиарда лет, радиус объекта равен 3,6 радиусам Солнца. Йота Хамелеона быстро вращается, проективная скорость вращения составляет 130 км/с, вследствие чего звезда имеет сплюснутую форму, а экваториальная выпуклость составляет 9 % от полярного радиуса. Светимость в 20 раз превышает солнечную, а эффективная температура фотосферы равна 6429 K. Наличие инфракрасного избытка может свидетельствовать о существовании околозвёздного диска из пыли на расстоянии 8,3 а. е. от звезды, имеющего среднюю температуру 200 K.